# Leioproctus confusus
Leioproctus confusus là một loài Hymenoptera trong họ Colletidae. Loài này được Cockerell mô tả khoa học năm 1904.